# María Sumire

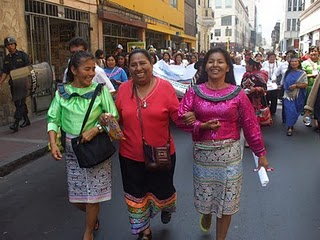
María Sumire en una marxa indígena a Lima

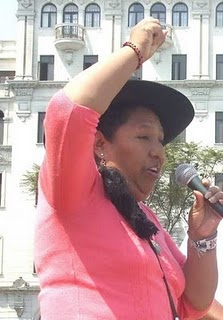
María Sumire davant del Palau Legislatiu del Perú

María Cleofé Sumire López de Conde (Sicuani, Cusco, 9 d'abril de 1951) és una advocada i política peruana. Entre 2006 i 2011 va ser congressista de la República del Perú i autora de la Llei de llengües aprovada el 2011, la primera llei per a la defensa de drets lingüístics en la història del Perú.

## Biografia
María Sumire, la llengua materna de la qual és el quítxua, és filla d'Eduardo Sumire, fundador i primer secretari general de la Federació Departamental de Camperols del Cusco, i es crià a la comunitat de Collachapi (districte de Layo, província de Canas, Cusco).
Com a advocada, va donar suport a la Federació Departamental de Camperols del Cusco en les seves lluites per la terra i en organitzacions de dones. És membre de l'església evangèlica metodista del Perú, líder de l'Associació de Dones Andines (AMA) i va ser una de les mil candidates per al Premi Nobel el 2005.

## Trajectòria política
Va ser elegida al Congrés de la República del Perú el 2006 com a candidata de la Unión por el Perú. El 25 de juliol de 2006, María Sumire va ser la primera congressista en la història del Perú que jurà en idioma originari, el quítxua de Cusco, per la qual cosa va ser criticada i insultada per part de la congressista fujimorista i ex-presidenta del Congrés Martha Hildebrandt.
María Sumire va ser autora del projecte de Llei 806, Llei per a la preservació i ús de les llengües originàries del Perú, per la qual cosa va haver-hi debats furiosos amb Martha Hildebrandt i uns altres. Aquesta llei va ser aprovada com a Llei número 29735, Llei que regula l'ús, preservació, desenvolupament, recuperació, foment i difusió de les llengües originàries del Perú, en forma d'insistència el 26 de juny de 2011 i publicada al diari oficial El Peruano el 5 de juliol de 2011. En la seva naturalesa de defensa de drets lingüístics, és la primera i única llei d'aquest ordre en la història del Perú. Ara, aquesta Llei de Llengües ha estat la base per a la creació de la Direcció de Llengües Indígenes del Viceministeri d'Interculturalitat del Perú ael Ministeri de Cultura, l'edició del mapa etnolingüístic de l'Educació Intercultural Bilingüe pel Ministeri d'Educació (MINEDU), la projectada creació de l'Institut de Llengües Indígenes i la capacitació d'intèrprets en llengües indígenes o originàries per al govern peruà.
Quan el seu mandat va acabar el 2011, al contrari que Hilaria Supa, no es va presentar la seva candidatura per al Parlament Andí.

## Publicacions
- María Sumire de Conde (ed.): Ayllukunamanta imaymana willakuykuna - Mitos y cuentos de pueblos originarios. Fondo Editorial del Congreso del Perú. Lima, 2011, 398 pàgines. ISBN  9786124075261.